# 집현동
집현동(集賢洞)은 세종특별자치시에 설치된 법정동이다. 행정동 반곡동이 관할하며, 행정중심복합도시 4-2 생활권에 해당한다. 마을명은 새나루마을이다.

## 연혁
- 2012년 7월 1일: 세종특별자치시 출범 및 금남면 집현리 신설
- 2020년 7월 15일: 법정동으로 전환[1] (행정동: 소담동)[2]

## 같이 보기
- 세종특별자치시
- 반곡동